# Isabella Ingram-Seymour-Conway, Marquesa de Hertford
Isabella Anne Ingram-Seymour-Conway (nascida Isabella Anne Ingram-Shepheard; Whitkirk, 10 de junho de 1759 – Ragley Hall, 12 de abril de 1834) foi uma aristocrata, cortesã e amante do rei Jorge IV do Reino Unido. Foi marquesa de Hertford como esposa de Francis Ingram-Seymour-Conway, 2.º Marquês de Hertford.

## Família
Isabella Anne foi a filha primogênita de Charles Ingram, 9.° Visconde de Irvine e de sua esposa, Frances Gibson Shepheard Ingram.
Os seus avós paternos eram o coronel Charles Ingram e Elizabeth Scarborough, viúva de Francis Brace. Os seus avós maternos eram Samuel Shepheard e sua amante de sobrenome Gibson.
Ela teve três irmãs mais novas: Frances, esposa de William Gordon, Elizabeth, que morreu em 1817, e Louisa Susan, esposa de Sir John Ramsden, 4.° Baronete Ramsden. 
Seu pai também outra filha, cuja mãe é desconhecida: Harriet, esposa do coronel Henry Hervey-Aston.
Isabella era uma descendente de Maria Bolena, irmã de Ana Bolena – através de Mary Carey, sua trisavó paterna – pela linhagem de Henry Carey, 1.º Barão Hunsdon e de sua esposa Anne Morgan, Baronesa Hunsdon.

## Biografia
Isabella Anne foi herdeira, junto das irmãs, de Temple Newsam, em West Yorkshire. Ela também detinha propriedades nos condados de Worcestershire e Norfolk, em Londres e também na Irlanda.
Em 20 de maio de 1776, Isabella se casou com o político Francis Saymour-Conway, Visconde Beauchamp, filho de Francis Seymour-Conway, 1.° Marquês de Hertford e de Isabella Fitzroy. A noiva tinha 16 anos, e o noivo, 33. Ela foi sua segunda esposa, tendo a primeira sido Alice Elizabeth Windsor. Apesar de não ter tido filhos da primeira esposa, foi pai de um filho ilegítimo, Henry Augustus Seymour, que era, portanto, enteado de Isabella. Francis, assim como a esposa, possuía linhagem real, pois era bisneto materno de Henry FitzRoy, 1.º Duque de Grafton, um filho ilegítimo do rei Carlos II de Inglaterra e de sua amante, Barbara Palmer, 1.ª Duquesa de Cleveland.

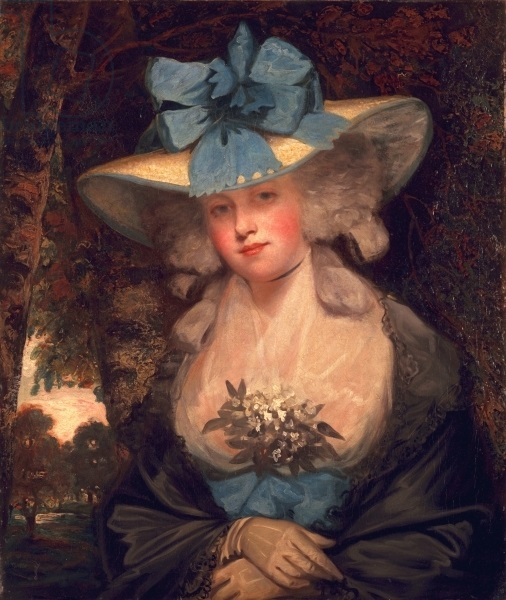
Isabella como Viscondessa Beauchamp, c. 1789, pintada por John Hoppner.

Ela foi conhecida como Senhora Beauchamp até a ascensão do marido em 14 de junho de 1794, quando passou a ser a marquesa de Hertford. Em 1804, Francis foi nomeado Mestre dos Cavalos, um cavalheiro da Ordem da Jarreteira em 1807, além de ter ocupado a posição de Lorde Camareiro de 1812 a 1821.

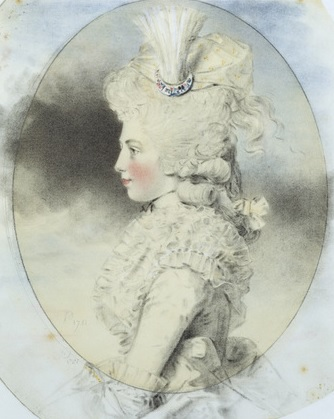
A viscondessa de Beauchamp por John Downman, em 1781, parte da Coleção Wallace, outrora Hertford House.

Alta, linda e elegante, ela chamou a atenção do então Príncipe de Gales, muito provavelmente num baile ou concerto, em Manchester House, em Londres, residência dos marqueses de Hertford.  O futuro rei era amigo do único filho de Isabella, Francis, na época, conde de Yarmouth. Em 1806, Isabella e o marido se tornaram guardiães de Mary "Minney" Seymour, filha de Horatia Seymour, e portanto a sobrinha orfã do marquês de Hertford, cuja mãe tinha pedido ao príncipe para cuidar dela antes de sua morte, após Maria Fitzherbert, a então amante do príncipe, na época amiga de Isabella, ter implorado para que Isabella interviesse no caso judicial da tutela da garota. Jorge ajudou a "adoçar" o pedido com visitas pessoais à Senhora Hertford, assim como uma visita à mãe dela em Temple Newsam, onde entregou um presente caro de lanternas chinesas. No final, apesar dos Hertfords reterem a guarda da sobrinha, foi permitido a Maria continuar a criá-la.
No início de seus afetos pela bela Isabella, Jorge foi rejeitado, o que fez com que ele ficasse deprimido. Ele visitou a mãe de Isabella, em Temple Newsam, em 1806, enquanto comparecia às corridas de Doncaster, como uma desculpa para ver a marquesa. Apesar de uma tentativa de afastar a esposa do príncipe, ao levá-la para Irlanda no final de 1806, Jorge ficou obcecado com a nobre, e ficava doente quando estava longe dela. Após os Hertfords terem viajado para Londres para visitá-lo, o herdeiro do trono curou-se "milagrosamente".

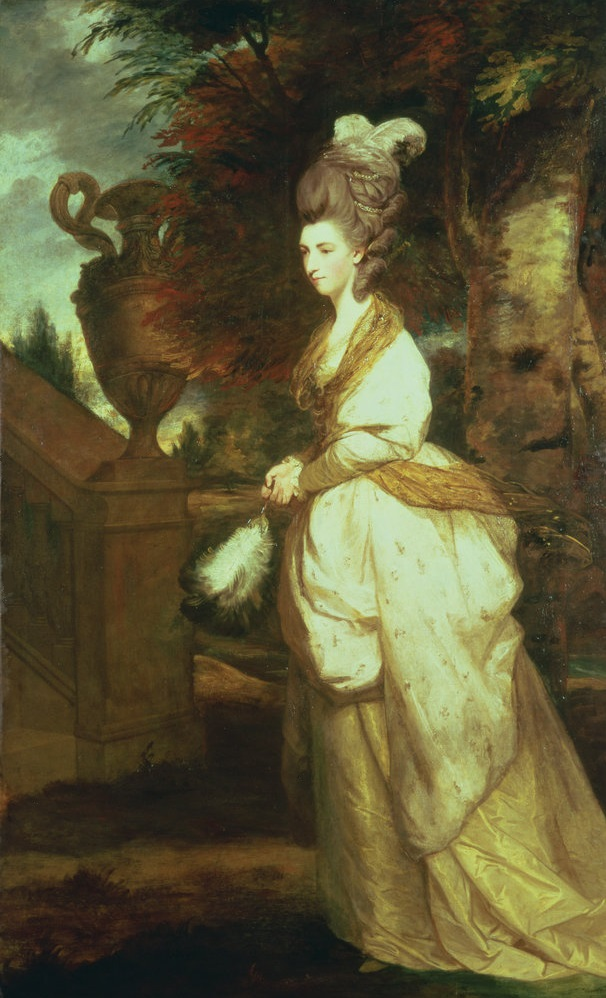
Isabella pintada por Joshua Reynolds, c. 1777 a 1778.

Em 1807, quando ela tinha quase cinquenta anos, Isabella começou um relacionamento com o príncipe, que era alguns anos mais novo. Como consequência, Jorge era um hóspede frequente em Hertford House, a residência do marquês em Londres, e em Ragley Hall, no condado de Warwickshire. Um membro do Partido Tory, ela usou de sua influência para persuadir o herdeiro do trono a se aproximar dos Tories, e se afastar do Partido Whig, além de usar a sua residência londrina como sede de reunião dos simpatizantes do partido Tory. Devido a isso, a marquesa de Herford foi criticada na Câmara dos Lordes e também na imprensa, por conta da influência que exercia sob o amante. Ela foi objeto de sátiras, como as de autoria de George Cruikshank, além de outros.

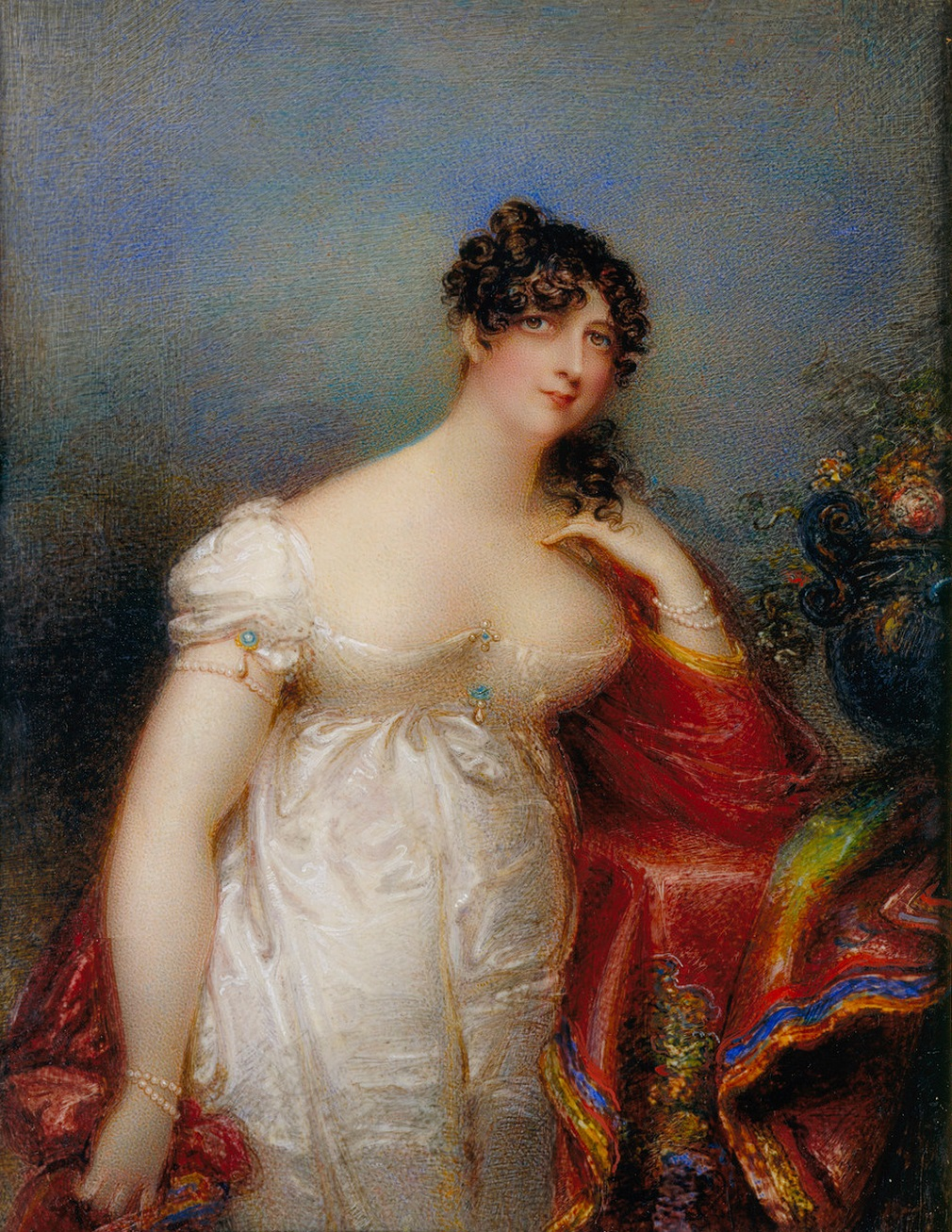
A marquesa de Hertford entre 1812 a 1814, pintada por Anne Mee, como parte da coleção da "Galerias das Beldades" encomendada pelo príncipe regente.

Antes dela, o príncipe tinha tido outra favorita, Maria Fitzherbert, com quem se casou secretamente em 1785, porém, como Maria era católica, o casamento não foi considerado válido perante a lei britânica. Outros membros da Igreja Católica desaprovavam a influência de Isabella sob o príncipe, fazendo referência à "bruxaria fatal de uma influência secreta indigna", pois achavam que isso tinha colocado o futuro rei contra uma ideia de emancipação católica. O político George Canning, ao falar do partido no poder, fez uso de tais comentários para dizer que, se a Senhora Hertford fosse realmente responsável pelas decisões políticas de Jorge, ela era o "anjo da guarda da Grã Bretanha".
Em 1811, Jorge se separou, formalmente, da antiga amante, quando, num jantar em Carlton House, o príncipe de Gales ignorou Maria, favorecendo abertamente a marquesa de Hertford. Ele disse para Maria sentar-se longe dele, de acordo com a posição social, e isso pôs um fim definitivo no relacionamento de longa data. Apesar disso, anos mais tarde, antes de morrer, ele pediu para ser enterrado com a miniatura do olho de Maria, um símbolo do amor deles, pendurado em seu pescoço.
Após a morte da mãe, Frances, Isabella herdou a casa em Temple Newsam, em 1807, além de Ragley Hall e Sudbourne Hall, em Suffolk. Ela e o marido adicionaram o sobrenome de Ingram à Seymour-Conway, por conta da grande fortuna que Isabella herdou dos pais. Eventos espetaculares aconteceram em Hertford House, que contaram com a presença do príncipe de Gales, de membros da família real e nobres visitantes, inclusive em celebrações de vitória, em 1814. Os vestidos de Isabella viravam notícia na imprensa, inclusive o penteado de penas de avestruz no estilo grego, inspirado no timbre do príncipe Jorge, que ela usou em 1813.
O relacionamento de Isabella e Jorge terminou em 1819, quando ele era o príncipe regente em nome do pai, Jorge III, após Jorge passar a dar sua atenção para Elizabeth Conyngham, Marquesa Conyngham, quem se tornou sua última amante. Segundo a entrada de 9 de junho de 1820, do diário de Charles Greville:
"Alguém perguntou à Senhora Hertford se ela estava ciente da admiração do rei para com a Senhora Conyngham, e se já ele tinha falado com ela sobre a Senhora C. Ela respondeu que 'intimamente como ela havia conhecido o Rei, e abertamente como ele sempre falava com ela sobre qualquer tema, ele nunca tinha se aventurado a falar com ela sobre o assunto de sua amante."
Isabella continuou a passar as temporadas em Londres, mas, do contrário, morava em Temple Newsam. Na residência em West Yorkshire, ela se mantinha ocupada com obras de caridade, como mecenas ou membro de vários eventos e sociedades, além de ser notada por sua benevolência para com os pobres, assim como pela sua generosidade para com os servos em Temple Newsam, fazendo um baile e ceia anuais na casa.
O marquês de Hertford faleceu em 28 de junho de 1822. A marquesa viúva de Hertford faleceu em Ragley Hall, em 12 de abril de 1834, após pegar um resfriado enquanto se dirigia, de carruagem, para Temple Newsam. Ela foi enterrada na Igreja da Santa Trindade, na vila de Arrow, em Warwickshire, próximo a Ragley Hall. Sobre ela, o seu obituário no jornal Leeds Intelligencer diz: "Seu caráter intelectual, e grandes conquistas, formavam as menores das partes de suas excelências; por mais iluminada que fosse sua mente, o seu coração, ainda assim, era mais caloroso. Para os pobres e os aflitos, sua munificência era ilimitada."

## Descendência
- Francis Seymour-Conway, 3.° Marquês de Hertford (11 de março de 1777 – 1 de março 1842), sucessor do pai. Foi casado com Maria Emilia Fagnani, com quem teve três filhos.